# Brandão
Evaeverson Lemos da Silva, meglio noto come Brandão (San Paolo, 16 giugno 1980), è un allenatore di calcio ed ex calciatore brasiliano, di ruolo attaccante.

## Carriera

### Gli inizi
Inizia la sua carriera da professionista nel Galo Maringá. Dopo un avvio non entusiasmante viene ceduto all'União Bandeirante e si mette in mostra con delle buone prestazioni catturando l'attenzione di club più importanti quali Coritiba e Paraná Clube. In mancanza di offerte concrete, si trasferisce prima all'Iraty e poi, in prestito, al São Caetano, dove si farà notare mettendo a segno reti decisive per la sua squadra.

### Shakhtar Donetsk
Proprio per questa sua abilità nel segnare goal decisivi, viene notato in Europa dagli ucraini dello Shakhtar Donetsk. In terra ucraina gioca per sette stagioni, diventando il miglior marcatore del club segnando 91 goal in 220 partite di campionato.

### Olympique Marsiglia
Nel gennaio del 2009 passa all'Olympique Marsiglia firmando un contratto di tre anni e mezzo, dopo aver rifiutato una proposta del Palmeiras. Anche in terra francese, si mette in mostra per i suoi goal decisivi, dando manforte alla squadra per la conquista della Ligue 1 e della Coupe de la Ligue nel 2010.

### Ritorno in Brasile
Indagato in Francia per stupro ai danni di una donna che aveva riaccompagnato a casa e con la quale ha ammesso un rapporto sessuale, il 18 marzo 2011, già in vacanza con la famiglia a San Paolo, viene ceduto in prestito gratuito fino a dicembre 2011 al Cruzeiro con opzione di acquisto a 4 milioni. Qui tuttavia non riesce ad esprimersi al meglio, totalizzando solo 6 presenze. Il Cruzeiro non riscatta il giocatore e questi ritorna in Francia, dopo nemmeno cinque mesi.
Il 6 agosto 2011 firma un altro contratto con un altro club brasiliano: il Grêmio, sempre in prestito. Alla sesta partita giocata riesce, con un potente colpo di testa, a mettere la palla in rete a otto mesi dall'ultimo centro.

### Ritorno all'Olympique Marsiglia
A inizio 2012 il Marsiglia rifiuta di rinnovare il prestito. Autore di 4 goal in 14 partite, Brandão rientra dal prestito su richiesta di Didier Deschamps. Il suo rientro è coinciso con la partenza di Jordan e André Ayew per la Coppa d'Africa. Il primo goal stagionale lo segna in Coppa di Francia contro il Le Havre.
Il 13 marzo 2012 segna l'ennesimo goal decisivo in carriera contro l'Inter nei minuti di recupero del ritorno degli ottavi di finale di Champions League, consentendo alla sua squadra di accedere ai quarti di finale.
Il 14 aprile 2012 segna il goal decisivo nella finale della Coupe de la Ligue, vinta per 1-0 ai supplementari contro l'Olympique Lione.
A fine stagione non gli viene rinnovato il contratto e rimane così svincolato.

### Saint-Étienne e Bastia
Nella metà di agosto viene ingaggiato dal Saint-Étienne, squadra con cui disputa un campionato di vertice e con la quale il 20 aprile 2013 vince nuovamente la Coupe de la Ligue, ancora una volta grazie a una sua decisiva rete in finale contro il Rennes.
Il 31 luglio 2014 si trasferisce al Bastia. Il 16 agosto 2014 si rende protagonista di un episodio antisportivo: al rientro negli spogliatoi al termine della partita di campionato PSG-Bastia colpisce al volto Thiago Motta con una testata. Il 19 settembre seguente viene squalificato per sei mesi, diventando nuovamente convocabile a partire dal 22 febbraio 2015.

### Levadeiakos
Il 28 luglio 2017 firma un contratto annuale per il Levadeiakos, squadra militante nel massimo campionato greco.

## Statistiche

### Presenze e reti nei club
Statistiche aggiornate al 27 novembre 2019.
| Stagione             | Squadra              | Campionato           | Campionato | Campionato | Coppe nazionali | Coppe nazionali | Coppe nazionali | Coppe continentali | Coppe continentali | Coppe continentali | Altre coppe | Altre coppe | Altre coppe | Totale | Totale |
| Stagione             | Squadra              | Comp                 | Pres       | Reti       | Comp            | Pres            | Reti            | Comp               | Pres               | Reti               | Comp        | Pres        | Reti        | Pres   | Reti   |
| -------------------- | -------------------- | -------------------- | ---------- | ---------- | --------------- | --------------- | --------------- | ------------------ | ------------------ | ------------------ | ----------- | ----------- | ----------- | ------ | ------ |
| 2002                 | São Caetano          | A                    | 23         | 10         | CB              | 0               | 0               | CL                 | 8                  | 6                  | -           | -           | -           | 31     | 16     |
| 2002-2003            | Šachtar              | PL                   | 18         | 4          | CU              | 6               | 1               | UCL+CU             | 1+1                | 0+0                | -           | -           | -           | 26     | 5      |
| 2003-2004            | Šachtar              | PL                   | 18         | 8          | CU              | 3               | 1               | UCL+CU             | 3+2                | 1+0                | -           | -           | -           | 26     | 10     |
| 2004-2005            | Šachtar              | PL                   | 21         | 12         | CU              | 5               | 5               | UCL+CU             | 7+3                | 2+1                | SU          | 0           | 0           | 33     | 19     |
| 2005-2006            | Šachtar              | PL                   | 26         | 15         | CU              | 1               | 1               | UCL+CU             | 2+7                | 0+5                | SU          | 0           | 0           | 36     | 21     |
| 2006-2007            | Šachtar              | PL                   | 20         | 9          | CU              | 5               | 1               | UCL+CU             | 8+2                | 0+0                | SU          | 1           | 0           | 34     | 10     |
| 2007-2008            | Šachtar              | PL                   | 25         | 12         | CU              | 3               | 2               | UCL                | 10                 | 5                  | SU          | 1           | 0           | 39     | 19     |
| 2008-gen.2009        | Šachtar              | PL                   | 12         | 5          | CU              | 1               | 0               | UCL                | 7                  | 1                  | SU          | 1           | 0           | 21     | 6      |
| Totale Sachtar       | Totale Sachtar       | Totale Sachtar       | 140        | 65         |                 | 24              | 11              |                    | 53                 | 15                 |             | 3           | 0           | 220    | 91     |
| gen.-giu. 2009       | Olympique Marsiglia  | L1                   | 16         | 7          | CF+CdL          | 1+0             | 0+0             | -                  | -                  | -                  | -           | -           | -           | 17     | 7      |
| 2009-2010            | Olympique Marsiglia  | L1                   | 30         | 8          | CF+CdL          | 2+3             | 0+4             | UCL+UEL            | 6+2                | 1+0                | -           | -           | -           | 43     | 13     |
| 2010-mar. 2011       | Olympique Marsiglia  | L1                   | 19         | 1          | CF+CdL          | 1+3             | 0+1             | UCL                | 7                  | 2                  | SF          | 0           | 0           | 30     | 4      |
| mar.-lug. 2011       | Cruzeiro             | A                    | 5          | 0          | CB              | 0               | 0               | CL                 | 1                  | 0                  | -           | -           | -           | 6      | 0      |
| ago.-dic. 2011       | Grêmio               | A                    | 15         | 4          | CB              | 0               | 0               | -                  | -                  | -                  | -           | -           | -           | 15     | 4      |
| 2011-2012            | Olympique Marsiglia  | L1                   | 17         | 1          | CF+CdL          | 3+2             | 3+2             | UCL                | 4                  | 1                  | -           | -           | -           | 26     | 7      |
| Totale Marsiglia     | Totale Marsiglia     | Totale Marsiglia     | 82         | 17         |                 | 15              | 10              |                    | 12                 | 2                  |             | 0           | 0           | 109    | 29     |
| 2012-2013            | Saint-Étienne        | L1                   | 27         | 11         | CF+CdL          | 3+5             | 1+2             | -                  | -                  | -                  | -           | -           | -           | 35     | 14     |
| 2013-2014            | Saint-Étienne        | L1                   | 26         | 6          | CF+CdL          | 1+1             | 1+0             | UEL                | 4                  | 3                  | -           | -           | -           | 32     | 10     |
| Totale Saint Etienne | Totale Saint Etienne | Totale Saint Etienne | 53         | 17         |                 | 10              | 4               |                    | 4                  | 3                  |             | -           | -           | 67     | 24     |
| 2014-2015            | Bastia               | L1                   | 9          | 0          | CF+CdL          | 0+1             | 0+0             | -                  | -                  | -                  | -           | -           | -           | 10     | 0      |
| 2015-2016            | Bastia               | L1                   | 27         | 3          | CF+CdL          | 2               | 1               | -                  | -                  | -                  | -           | -           | -           | 29     | 4      |
| Totale Bastia        | Totale Bastia        | Totale Bastia        | 36         | 3          |                 | 3               | 1               |                    | -                  | -                  |             | -           | -           | 39     | 4      |
| mag.-lug. 2017       | Londrina             | B                    | 1          | 0          | CB              | 0               | 0               | -                  | -                  | -                  | -           | -           | -           | 1      | 0      |
| ago.-dic. 2017       | Levadeiakos          | SLE                  | 9          | 2          | CG              | 0               | 0               | -                  | -                  | -                  | -           | -           | -           | 9      | 2      |
| Totale carriera      | Totale carriera      | Totale carriera      | 364        | 118        |                 | 52              | 26              |                    | 78                 | 26                 |             | 3           | 0           | 497    | 170    |

## Palmarès

### Club

#### Competizioni nazionali
- Campionato ucraino: 3

Šachtar: 2004-2005, 2005-2006, 2007-2008
- Coppa d'Ucraina: 1

Šachtar: 2003-2004
- Supercoppa d'Ucraina: 2

Šachtar: 2005, 2008
- Campionato francese: 1

Olympique Marsiglia: 2009-2010
- Coppa di Lega francese: 3

Olympique Marsiglia: 2009-10, 2011-12
Saint-Étienne: 2012-2013

### Individuale
- Capocannoniere della Vyšča Liha: 1

2005-2006
- Capocannoniere della Coupe de la Ligue: 1

2009-2010 (4 reti)